# 게르하르트 도마크

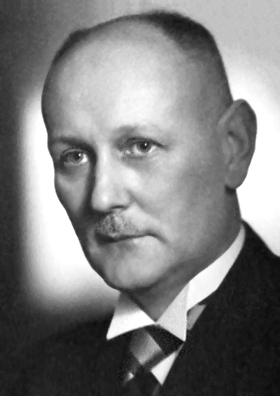
게르하르트 도마크

게르하르트 요하네스 파울 도마크(독일어: Gerhard Johannes Paul Domagk, 1895년 10월 30일 ~ 1964년 4월 24일)는 독일의 의사이다.
킬 대학교 의학과에 재학 중이던 1914년 제1차 세계 대전이 일어나면서 입대했지만 1915년 부상으로 인해 학업에 복귀하게 된다. 졸업 이후에 그라이프스발트 대학교에서 병리학 강사로 채용되었고 1925년 뮌스터 대학교에서 병리학 강사로 대신 채용되었다.
최초의 술파제인 프론토실이라는 화학 물질이 체내에서 인후염, 성홍열, 농가진과 같은 감염증을 일으키는 연쇄상구균을 없애는 데 효과가 있음을 밝혔다. 프론토실의 항균 작용에 대한 발견에 대한 공로로 1939년 노벨 생리학·의학상을 받았지만 나치 독일이 독일인의 노벨상 수상을 금지하고 있었기 때문에 1947년에야 상을 받을 수 있었다.